# Codorniz
Codorniz település Spanyolországban, Segovia tartományban. Codorniz Nava de la Asunción, Aldeanueva del Codonal, Aldehuela del Codonal, Juarros de Voltoya, Martín Muñoz de las Posadas, Orbita, Espinosa de los Caballeros, Arévalo, Martín Muñoz de la Dehesa, Rapariegos és San Cristóbal de la Vega községekkel határos. Lakosainak száma 307 fő (2024).

## Népesség
A település népessége az elmúlt években az alábbi módon változott:
| Lakosok száma | 464  | 453  | 425  | 412  | 384  | 362  | 342  | 327  | 326  | 307  |
|               | 2001 | 2004 | 2007 | 2009 | 2012 | 2014 | 2017 | 2019 | 2022 | 2024 |